# Francis Alexander
Francis Alexander (ur. 3 lutego 1800 w Killingly (Connecticut), zm. 27 marca 1880 w Rzymie) – amerykański malarz portrecista.

## Życiorys
Urodził się w Killingly (Connecticut), w niezamożnej rodzinie farmera - imiona jego rodziców nie są znane. Ze względu na sytuację materialną miał kłopoty ze zdobyciem wykształcenia. Jako dziecko pracował na małym rodzinnym gospodarstwie i uczęszczał do miejscowej szkoły. W wieku siedemnastu lat zaczął uczyć w tej samej szkole. Lubił szkicować ptaki i inne przedmioty z natury, a gdy miał dwadzieścia lat malował akwarelą ryby, które złowił. Zdjęcia cieszyły się dużym uznaniem rodziny i przyjaciół. W rezultacie zdecydował się na karierę malarza, przede wszystkim, jak pisał później do Williama Dunlapa, „ponieważ myślałem, że mogę zarobić więcej pieniędzy niż na rolnictwie”. Z pieniędzmi zaoszczędzonymi na nauczaniu wyjechał do Nowego Jorku, gdzie studiował krótko u szkockiego artysty Alexandra Robertsona (1768–1841), doskonalił swoje umiejętności, kopiując portrety wybitnych twórców takich jak John Trumbull i Samuel Waldo. W latach 1831 i 1832 zimy spędzał we Włoszech, mieszkał w Rzymie z Thomasem Cole. Kolejne dziesięć lat pracował w Bostonie, portretując wiele znanych osób, m.in.: Karola Dickensa, prezydenta Andrew Johnsona i siostry Noaha Webstera. W 1840 został członkiem honorowym National Academy of Design. Gdy na początku lat 50. XIX w. jego popularność zaczęła maleć, artysta przeniósł się z rodziną do Włoch i pozostał tam do śmierci.
Najbardziej cenionym dziełem Francisa Alexandra jest romantyczny portret Fletcher Webster. Jego prace eksponują głównie muzea amerykańskie, m.in. Museum of Fine Arts w Bostonie i National Gallery of Art w Waszyngtonie.